# Secularisatie
Secularisatie is, strikt genomen, het onteigenen van bezit van de Kerk. Het gaat hier dan meestal om het bezit van land en kloosters dat overgaat van de Rooms-Katholieke Kerk op de staat. In de 17e eeuw, de tijd van het protestantisme, werd de wereldlijke macht van zogenaamd seculiere vorsten in bepaalde streken groter in verhouding tot de macht van de Kerk. Daarom waren zij vaak in staat om bezit van de Kerk af te nemen.
Het woord wordt ook gebruikt wanneer een priester overgaat van de religieuze (reguliere) naar de seculiere (in dienst van een bisdom) staat. Secularisatie wordt toegestaan door de Heilige Stoel of de plaatselijke bisschop, naargelang het regulier instituut (orde, klooster of congregatie) van pauselijk of diocesaan recht is. De H. Stoel staat secularisatie slechts toe aan de religieuzen-priesters, als zij een ordinarius gevonden hebben,

## Begripsverklaring
- Secularisatie is het meest specifieke begrip, maar omvat ook de met secularisering aangeduide bredere context van verwereldlijking.
- Ontkerkelijking is het proces waarbij de kerk als instituut invloed verliest in de maatschappij. Hieronder valt de trend dat steeds minder mensen de kerk bezoeken, en ook de scheiding van kerk en staat. Ook het meer specifieke begrip secularisatie zou je hieronder kunnen scharen. Maar secularisatie wordt tegenwoordig soms ook wel meer algemeen gebruikt als synoniem voor ontkerkelijking.
- Secularisering is de verwereldlijking zoals die tot uitdrukking komt in laïcisering, ontkerkelijking, de reductie van godsdienst tot het private terrein en de afname van de maatschappelijke invloed van religie. Deze secularisering vindt plaats volgens een voor het eerst door Max Weber omschreven seculariseringsproces, dat tegenwoordig grotendeels wordt beschreven door de secularisatiethese.
- Secularisme is de stroming die zich beijvert voor secularisering van staat en maatschappij: secularisten proberen de invloed van kerk en religie steeds terug te dringen.

## Geschiedenis van het gebruik van het woord
Latijn saeculum betekent onder andere 'wereld', als in tegenstelling tot 'het geestelijke', dat is alles wat met godsdienst te maken heeft. Saecularis ('seculier') betekent 'werelds' of 'wereldlijk'. Saecularisatio betekent 'wereldlijk worden of maken'. De begripstegenstelling is steeds tussen geestelijke en leken, dus kerk en religie in tegenstelling tot al het andere.
Het woord secularisatie heeft er in de loop der tijd betekenissen bijgekregen. Oorspronkelijk was het alleen van toepassing op monniken die het klooster (als gebouw) verlieten om in de wereld te gaan leven, echter nog steeds onder geestelijk gezag. In latere tijd (de 17e eeuw) werd met secularisatie ook het proces bedoeld om het beheer van kerkelijke goederen en instellingen onder het beheer van leken te brengen of in het bijzonder de onteigening van kerkelijke eigendommen door de staat.
De joods-Duits-Britse socioloog Norbert Elias (1897-1990) gebruikt het woord secularisatie voor de scheiding van kerk en staat.
In de Duitse geschiedenis is de Säkularisation van 1803 de term waarmee op grond van het Reichsdeputationshauptschluss de confiscatie van kerkelijke goederen, met name van kloosters, en hun wereldlijke macht wordt aangeduid. Prinsbisdommen werden opgeheven. De bibliotheken van kloosters kwamen terecht in de verschillende hoofdsteden van de toenmalige Duitse landen.